# Лузитано (футбольный клуб, Сан-Паулу)
«Футбольный клуб Лузитано» (порт.-браз. Luzitano Futebol Clube), иногда называемый «Лузитано-ду-Брас» (порт.-браз. Lusitano do Bras) — бывший бразильский футбольный клуб из города Сан-Паулу.

## История
«Лузитано» был основан 1 января 1920 года в районе Брас. Однако позже переехал в район Белензиньо. Клуб играл в чемпионате штате, в частности в 1929 году выиграл 4 дивизион первенства, проводимого под руководством Ассоциации легкоатлетического спорта Сан-Паулу. В 1931 году «Лузитано» занял первое место в третьем дивизионе чемпионата. В 1935 году клуб выиграл второй дивизион первенства штата. В 1938 году «Лузитано» прекратил своё существование.